# Akkermunt
Akkermunt (Mentha arvensis) is een vaste plant die behoort tot de Lipbloemenfamilie (Labiatae of Lamiaceae). Het is een plant van vochtige tot natte, voedselrijke grond: ze is te vinden op bouwland, aan waterkanten, in moerassige graslanden, langs vennen en in loofbossen. De plant komt van nature voor in Eurazië.
De zwak geurende plant wordt 15 tot 45 cm hoog en heeft een vierkante, holle stengel. De plant vormt zowel ondergrondse als bovengrondse uitlopers. De gesteelde, behaarde bladeren zijn eirond tot elliptisch, 2 tot 6.5 cm lang en 1 tot 2 cm breed en hebben een getande bladrand.
Akkermunt bloeit van juli tot de herfst met paarse bloemen. De 2 tot 3 mm lange kelk is van binnen spaarzaam behaard en heeft bijna driehoekige kelktanden, die iets langer dan breed zijn. De bloemen zijn gerangschikt in twee schijnkransen.
De vrucht is een vierdelige splitvrucht.

## Gebruik
De Japanse pepermunt (Mentha arvensis var. piperascens) is een variëteit van de akkermunt , die de belangrijkste bron voor menthol is. Deze variëteit wordt in vele Aziatische landen verbouwd. De olie wordt door stoomdestillatie aan de bloeiende planten onttrokken. Na onttrekking van het menthol komen de resterende etherische oliën als „Japanse pepermuntolie“ op de markt.
De akkermunt kan goed als keukenkruid gebruikt worden.

## In andere talen
- Duits: Acker-Minze
- Engels: Corn Mint, Wild Mint, Field Mint
- Frans: Menthe des champs